# Hung Wen-tung
Hung Wen-tung (chinês tradicional: 洪文棟; 22 de dezembro de 1937 - 4 de novembro de 2018) foi um político taiwanês que serviu no Legislativo Yuan entre 1984 e 1990.
Ele foi o segundo filho do magnata dos negócios Hung Wan-chuan. Hung Wen-tung se formou na Kaohsiung Medical College e foi treinado como ortopedista. Ele e sua primeira esposa tiveram três filhas e um filho. Hung casado Yang Li-hua em 1983. Depois de deixar o Legislativo Yuan, Hung liderou a Sociedade Zoológica de Taipé como presidente. Ele morreu com a idade de 80 em 4 de novembro de 2018.